# Ellen van Dijková
Eleanora Maria van Dijková, spíše známá jako Ellen van Dijková (* 11. únor 1987 v Harmelenu, Nizozemsko) je nizozemská cyklistka, která dosáhla vynikajících výsledků na dráze, na silnici.
Ellen van Dijková začínala se sportováním s volejbalem, s gymnastikou, přešla na nemálo let k rychlobruslení, ale když se její rodina přestěhovala do velkoměsta, zaměřila se hlavně na cyklistiku.

## Úspěchy
Během své dosavadní kariéry získala titul mistryně světa a Evropy.